# Encabezamiento fiscal
Encabezamiento es un término historiográfico que, en el contexto de la España del Antiguo Régimen implicaba el reparto de un impuesto considerando la población de una localidad. El término designaba tanto el aspecto censal o estadístico: registro o padrón de vecinos (concepto diferente del de "habitantes") para la imposición de los tributos; como el propiamente hacendístico: ajuste de la cuota que deben pagar los vecinos por toda la contribución y tanto alzado con que un grupo de contribuyentes satisface al Tesoro público (o Cámara Real) determinado impuesto.
A pesar de su apariencia, no derivaba necesariamente en un impuesto directo (a pagar por cada una de las "cabezas" de tal encabezamiento -lo que sería una capitación-), sino que era fundamentalmente un cálculo de lo que debía pagar una población, cuya recaudación se efectuaba muy a menudo por imposición indirecta (por ejemplo, con derechos de puerta o portazgos, cobrados sobre las mercancías que entraban en la localidad).

## Historia
Durante la Baja Edad Media en Castilla, la recaudación de impuestos para el Tesoro real se realizaba usualmente arrendando la cobranza a recaudadores. Se adjudicaba al mejor postor, que debía suscribir un cuaderno de arrendamiento. Sin embargo, el descontrol y los frecuentes abusos y extorsiones de los recaudadores dio lugar al sistema de encabezamiento.
Los primeros encabezamientos como tales aparecen en 1495, durante el reinado de los Reyes Católicos, pero solo para un pequeño número de ciudades castellanas, como un pacto entre la Hacienda real y los súbditos, para que recaudasen una cantidad fijada, por un tiempo determinado con destino final la Corona. En 1523 se extendió a las ciudades con voto en las Cortes de Castilla y en 1536 de generalizó el sistema por ser más ventajoso.
En un principio, eran las ciudades representadas en las Cortes las que solicitaban al soberano la concesión del encabezamiento. Allí se establecían las negociaciones por las cantidades a recaudar. Una vez establecida la cantidad global a recaudar para todo el reino, se realizaba el repartimiento entre las diferentes villas y ciudades. Eran los municipios los que debían decidir si el impuesto se asignaba a cada vecino como sujeto fiscal o se arrendaba la alcabala.